# Coupe de France féminine de basket-ball 2018-2019
Navigation
2017-2018 2019-2020
La Coupe de France féminine de basket-ball 2018-2019 est la 42e édition de la Coupe de France, également dénommée Trophée Joë Jaunay, en hommage à Joë Jaunay, basketteur international français décédé en 1993. Elle oppose vingt-quatre équipes professionnelles et amatrices françaises sous forme d'un tournoi à élimination directe. La compétition se déroule du 6 octobre 2018 au 11 mai 2019, date de la finale à l'AccorHotels Arena dans le cadre des Finales 2019 des Coupes de France, organisées chaque année par la FFBB.
Bourges est le tenant du titre. Pour la troisième année consécutive, la finale oppose Bourges aux Flammes Carolo. Les berruyères remportent le titre pour la troisième année consécutive et pour la onzième fois de leur histoire.

## Calendrier
| Tour                                                            | Nom                          | Dates                  | Participants | Vainqueurs |
| 1                                                               | 32e de finale                | 6 octobre 2018         | 12           | 6          |
| Entrée en lice des 4 équipes de LFB non-européennes.            |                              |                        |              |            |
| 2                                                               | 16e de finale                | 2 et 3 novembre 2018   | 10           | 5          |
| Entrée en lice des 5 équipes de LFB participants à l'Eurocoupe. |                              |                        |              |            |
| 3                                                               | 8e de finale                 | 18 et 19 décembre 2018 | 10           | 5          |
| Entrée en lice des 3 équipes de LFB participants à l'Euroligue. |                              |                        |              |            |
| 4                                                               | Quarts de finale             | 2 et 3 février 2019    | 8            | 4          |
| 5                                                               | Demi-finales                 | 2 mars 2019            | 4            | 2          |
| 6                                                               | Finale à l'AccorHotels Arena | Samedi 11 mai 2019     | 2            | 1          |

## Résultats

### Trente-deuxièmes de finale
Douze équipes participent aux trente-deuxièmes de finale.
| Date           | Club (division)                      | Résultat | Club (division)                       |
| -------------- | ------------------------------------ | -------- | ------------------------------------- |
| 6 octobre 2018 | Basket Club Montbrison Féminin (LF2) | 56 - 48  | Cavigal Nice Basket 06 (LF2)          |
| 6 octobre 2018 | Basket Club La Tronche Meylan (NF1)  | 68 - 62  | Toulouse Métropole Basket (LF2)       |
| 6 octobre 2018 | Charnay Basket Bourgogne Sud (LF2)   | 58 - 59  | Reims Basket féminin (LF2)            |
| 6 octobre 2018 | C' Chartres basket féminin (LF2)     | 75 - 72  | Basket Saint-Paul Rezé (LF2)          |
| 6 octobre 2018 | Union Sportive La Glacerie (LF2)     | 55 - 80  | AS Aulnoye-Aymeries (LF2)             |
| 6 octobre 2018 | COB Calais (LF2)                     | 69 - 66  | Union féminine Angers Basket 49 (LF2) |

### Seizièmes de finale
| Entrée en lice des équipes de LFB non européennes                                                                     |
| --- |
| Landerneau Bretagne Basket (LFB) USO Mondeville (LFB) Roche Vendée Basket Club (LFB) Saint-Amand Hainaut Basket (LFB) |

| Date            | Club (division)                      | Résultat | Club (division)                  |
| --------------- | ------------------------------------ | -------- | -------------------------------- |
| 3 novembre 2018 | Basket Club Montbrison Féminin (LF2) | 70 - 67  | AS Aulnoye-Aymeries (LF2)        |
| 3 novembre 2018 | Roche Vendée Basket Club (LFB)       | 73 - 70  | Saint-Amand Hainaut Basket (LFB) |
| 2 novembre 2018 | C' Chartres basket féminin (LF2)     | 77 - 73  | Landerneau Bretagne Basket (LFB) |
| 2 novembre 2018 | Reims Basket féminin (LF2)           | 68 - 57  | USO Mondeville (LFB)             |
| 3 novembre 2018 | Basket Club La Tronche Meylan (LF2)  | 80 - 85  | COB Calais (LF2)                 |

### Tableau final
| Entrée en lice en 8e de finale des équipes de LFB participant à l'Eurocoupe                                            |
| --- |
| Basket Landes (LFB) Lattes Montpellier BLMA (LFB) Lyon ASVEL (LFB) Nantes Rezé Basket (LFB) Tarbes Gespe Bigorre (LFB) |

| Entrée en lice en quart de finale des équipes de LFB participant à l'Euroligue        |
| ------------------------------------------------------------------------------------- |
| Tango Bourges Basket (LFB) Flammes Carolo basket (LFB) ESB Villeneuve-d’Ascq LM (LFB) |

|  | Huitièmes de finale      | Huitièmes de finale            | Huitièmes de finale      | Huitièmes de finale      |                          |                            | Quarts de finale       | Quarts de finale       | Quarts de finale       | Quarts de finale       |  |  | Demi-finales        | Demi-finales        | Demi-finales        | Demi-finales        |  |  | Finale              | Finale              | Finale              | Finale              |
|  |                          |                                |                          |                          |                          |                            |                        |                        |                        |                        |  |  |                     |                     |                     |                     |  |  |                     |                     |                     |                     |
|  | 18 décembre 2018 à 20h00 | 18 décembre 2018 à 20h00       | 18 décembre 2018 à 20h00 | 18 décembre 2018 à 20h00 |                          |                            | 2 février 2019 à 20h00 | 2 février 2019 à 20h00 | 2 février 2019 à 20h00 | 2 février 2019 à 20h00 |  |  | 2 mars 2019 à 20h00 | 2 mars 2019 à 20h00 | 2 mars 2019 à 20h00 | 2 mars 2019 à 20h00 |  |  | 11 mai 2019 à 16h30 | 11 mai 2019 à 16h30 | 11 mai 2019 à 16h30 | 11 mai 2019 à 16h30 |
|  | LF2                      | COB Calais                     | 70                       | 70                       |                          |                            | 2 février 2019 à 20h00 | 2 février 2019 à 20h00 | 2 février 2019 à 20h00 | 2 février 2019 à 20h00 |  |  | 2 mars 2019 à 20h00 | 2 mars 2019 à 20h00 | 2 mars 2019 à 20h00 | 2 mars 2019 à 20h00 |  |  | 11 mai 2019 à 16h30 | 11 mai 2019 à 16h30 | 11 mai 2019 à 16h30 | 11 mai 2019 à 16h30 |
|  | LF2                      | COB Calais                     | 70                       | 70                       |                          |                            | 2 février 2019 à 20h00 | 2 février 2019 à 20h00 | 2 février 2019 à 20h00 | 2 février 2019 à 20h00 |  |  | 2 mars 2019 à 20h00 | 2 mars 2019 à 20h00 | 2 mars 2019 à 20h00 | 2 mars 2019 à 20h00 |  |  | 11 mai 2019 à 16h30 | 11 mai 2019 à 16h30 | 11 mai 2019 à 16h30 | 11 mai 2019 à 16h30 |
|  | LF2                      | C' Chartres basket féminin     | 74                       | 74                       |                          |                            | 2 février 2019 à 20h00 | 2 février 2019 à 20h00 | 2 février 2019 à 20h00 | 2 février 2019 à 20h00 |  |  | 2 mars 2019 à 20h00 | 2 mars 2019 à 20h00 | 2 mars 2019 à 20h00 | 2 mars 2019 à 20h00 |  |  | 11 mai 2019 à 16h30 | 11 mai 2019 à 16h30 | 11 mai 2019 à 16h30 | 11 mai 2019 à 16h30 |
|  | LF2                      | C' Chartres basket féminin     | 74                       | 74                       | LF2                      | C' Chartres basket féminin | 45                     | 45                     |                        |                        |  |  | 2 mars 2019 à 20h00 | 2 mars 2019 à 20h00 | 2 mars 2019 à 20h00 | 2 mars 2019 à 20h00 |  |  | 11 mai 2019 à 16h30 | 11 mai 2019 à 16h30 | 11 mai 2019 à 16h30 | 11 mai 2019 à 16h30 |
|  |                          |                                |                          |                          | LF2                      | C' Chartres basket féminin | 45                     | 45                     |                        |                        |  |  | 2 mars 2019 à 20h00 | 2 mars 2019 à 20h00 | 2 mars 2019 à 20h00 | 2 mars 2019 à 20h00 |  |  | 11 mai 2019 à 16h30 | 11 mai 2019 à 16h30 | 11 mai 2019 à 16h30 | 11 mai 2019 à 16h30 |
|  |                          |                                | LFB                      | Tango Bourges Basket     | 104                      | 104                        |                        |                        |                        |                        |  |  | 2 mars 2019 à 20h00 | 2 mars 2019 à 20h00 | 2 mars 2019 à 20h00 | 2 mars 2019 à 20h00 |  |  | 11 mai 2019 à 16h30 | 11 mai 2019 à 16h30 | 11 mai 2019 à 16h30 | 11 mai 2019 à 16h30 |
|  |                          |                                |                          |                          | 104                      | 104                        |                        |                        |                        |                        |  |  | 2 mars 2019 à 20h00 | 2 mars 2019 à 20h00 | 2 mars 2019 à 20h00 | 2 mars 2019 à 20h00 |  |  | 11 mai 2019 à 16h30 | 11 mai 2019 à 16h30 | 11 mai 2019 à 16h30 | 11 mai 2019 à 16h30 |
|  |                          | 3 février 2019 à 15h30         |                          |                          |                          |                            |                        |                        |                        |                        |  |  | 2 mars 2019 à 20h00 | 2 mars 2019 à 20h00 | 2 mars 2019 à 20h00 | 2 mars 2019 à 20h00 |  |  | 11 mai 2019 à 16h30 | 11 mai 2019 à 16h30 | 11 mai 2019 à 16h30 | 11 mai 2019 à 16h30 |
|  |                          |                                |                          |                          |                          |                            |                        |                        |                        |                        |  |  | 2 mars 2019 à 20h00 | 2 mars 2019 à 20h00 | 2 mars 2019 à 20h00 | 2 mars 2019 à 20h00 |  |  | 11 mai 2019 à 16h30 | 11 mai 2019 à 16h30 | 11 mai 2019 à 16h30 | 11 mai 2019 à 16h30 |
|  | LFB                      | Tango Bourges Basket           | 79                       | 79                       |                          |                            |                        |                        |                        |                        |  |  |                     |                     |                     |                     |  |  | 11 mai 2019 à 16h30 | 11 mai 2019 à 16h30 | 11 mai 2019 à 16h30 | 11 mai 2019 à 16h30 |
|  | LFB                      | Tango Bourges Basket           | 79                       | 79                       | 19 décembre 2018 à 20h00 |                            |                        |                        |                        |                        |  |  |                     |                     |                     |                     |  |  | 11 mai 2019 à 16h30 | 11 mai 2019 à 16h30 | 11 mai 2019 à 16h30 | 11 mai 2019 à 16h30 |
|  |                          |                                | LFB                      | Lyon ASVEL               | 60                       | 60                         |                        |                        |                        |                        |  |  |                     |                     |                     |                     |  |  | 11 mai 2019 à 16h30 | 11 mai 2019 à 16h30 | 11 mai 2019 à 16h30 | 11 mai 2019 à 16h30 |
|  | LFB                      | Lyon ASVEL                     | LFB                      | Lyon ASVEL               | 60                       | 60                         | 60                     | 60                     |                        |                        |  |  |                     |                     |                     |                     |  |  | 11 mai 2019 à 16h30 | 11 mai 2019 à 16h30 | 11 mai 2019 à 16h30 | 11 mai 2019 à 16h30 |
|  | LFB                      | Lyon ASVEL                     | 2 mars 2019 à 20h00      |                          |                          |                            | 60                     | 60                     |                        |                        |  |  |                     |                     |                     |                     |  |  | 11 mai 2019 à 16h30 | 11 mai 2019 à 16h30 | 11 mai 2019 à 16h30 | 11 mai 2019 à 16h30 |
|  | LFB                      | Lattes Montpellier BLMA        | 55                       | 55                       |                          |                            |                        |                        |                        |                        |  |  |                     |                     |                     |                     |  |  | 11 mai 2019 à 16h30 | 11 mai 2019 à 16h30 | 11 mai 2019 à 16h30 | 11 mai 2019 à 16h30 |
|  | LFB                      | Lattes Montpellier BLMA        | 55                       | 55                       | LFB                      | Lyon ASVEL                 | 82                     | 82                     |                        |                        |  |  |                     |                     |                     |                     |  |  | 11 mai 2019 à 16h30 | 11 mai 2019 à 16h30 | 11 mai 2019 à 16h30 | 11 mai 2019 à 16h30 |
|  |                          |                                |                          |                          | LFB                      | Lyon ASVEL                 | 82                     | 82                     |                        |                        |  |  |                     |                     |                     |                     |  |  | 11 mai 2019 à 16h30 | 11 mai 2019 à 16h30 | 11 mai 2019 à 16h30 | 11 mai 2019 à 16h30 |
|  |                          |                                | LFB                      | ESB Villeneuve-d'Ascq LM | 62                       | 62                         |                        |                        |                        |                        |  |  |                     |                     |                     |                     |  |  | 11 mai 2019 à 16h30 | 11 mai 2019 à 16h30 | 11 mai 2019 à 16h30 | 11 mai 2019 à 16h30 |
|  |                          |                                |                          |                          | 62                       | 62                         |                        |                        |                        |                        |  |  |                     |                     |                     |                     |  |  | 11 mai 2019 à 16h30 | 11 mai 2019 à 16h30 | 11 mai 2019 à 16h30 | 11 mai 2019 à 16h30 |
|  |                          | 3 février 2019 à 16h30         |                          |                          |                          |                            |                        |                        |                        |                        |  |  |                     |                     |                     |                     |  |  | 11 mai 2019 à 16h30 | 11 mai 2019 à 16h30 | 11 mai 2019 à 16h30 | 11 mai 2019 à 16h30 |
|  |                          |                                |                          |                          |                          |                            |                        |                        |                        |                        |  |  |                     |                     |                     |                     |  |  | 11 mai 2019 à 16h30 | 11 mai 2019 à 16h30 | 11 mai 2019 à 16h30 | 11 mai 2019 à 16h30 |
|  | LFB                      | Tango Bourges Basket           | 67                       | 67                       |                          |                            |                        |                        |                        |                        |  |  |                     |                     |                     |                     |  |  |                     |                     |                     |                     |
|  | LFB                      | Tango Bourges Basket           | 67                       | 67                       | 19 décembre 2018 à 20h00 |                            |                        |                        |                        |                        |  |  |                     |                     |                     |                     |  |  |                     |                     |                     |                     |
|  |                          |                                | LFB                      | Flammes Carolo basket    | 58                       | 58                         |                        |                        |                        |                        |  |  |                     |                     |                     |                     |  |  |                     |                     |                     |                     |
|  | LF2                      | Basket Club Montbrison Féminin | LFB                      | Flammes Carolo basket    | 58                       | 58                         | 64                     | 64                     |                        |                        |  |  |                     |                     |                     |                     |  |  |                     |                     |                     |                     |
|  | LF2                      | Basket Club Montbrison Féminin |                          |                          |                          |                            |                        | 64                     |                        |                        |  |  |                     |                     |                     |                     |  |  |                     |                     |                     |                     |
|  | LFB                      | Basket Landes                  | 69                       | 69                       |                          |                            |                        |                        |                        |                        |  |  |                     |                     |                     |                     |  |  |                     |                     |                     |                     |
|  | LFB                      | Basket Landes                  | 69                       | 69                       | LFB                      | Basket Landes              | 60                     | 60                     |                        |                        |  |  |                     |                     |                     |                     |  |  |                     |                     |                     |                     |
|  | 19 décembre 2018 à 20h00 |                                |                          |                          | LFB                      | Basket Landes              | 60                     | 60                     |                        |                        |  |  |                     |                     |                     |                     |  |  |                     |                     |                     |                     |
|  |                          |                                | LFB                      | Tarbes Gespe Bigorre     | 66                       | 66                         |                        |                        |                        |                        |  |  |                     |                     |                     |                     |  |  |                     |                     |                     |                     |
|  | LFB                      | Nantes Rezé Basket             | LFB                      | Tarbes Gespe Bigorre     | 66                       | 66                         | 63                     | 63                     |                        |                        |  |  |                     |                     |                     |                     |  |  |                     |                     |                     |                     |
|  | LFB                      | Nantes Rezé Basket             | 3 février 2019 à 14h00   |                          |                          |                            | 63                     | 63                     |                        |                        |  |  |                     |                     |                     |                     |  |  |                     |                     |                     |                     |
|  | LFB                      | Tarbes Gespe Bigorre           | 74                       | 74                       |                          |                            |                        |                        |                        |                        |  |  |                     |                     |                     |                     |  |  |                     |                     |                     |                     |
|  | LFB                      | Tarbes Gespe Bigorre           | 74                       | 74                       | LFB                      | Tarbes Gespe Bigorre       | 55                     | 55                     |                        |                        |  |  |                     |                     |                     |                     |  |  |                     |                     |                     |                     |
|  |                          |                                |                          |                          | LFB                      | Tarbes Gespe Bigorre       | 55                     | 55                     |                        |                        |  |  |                     |                     |                     |                     |  |  |                     |                     |                     |                     |
|  |                          |                                | LFB                      | Flammes Carolo basket    | 65                       | 65                         |                        |                        |                        |                        |  |  |                     |                     |                     |                     |  |  |                     |                     |                     |                     |
|  |                          |                                |                          |                          | 65                       | 65                         |                        |                        |                        |                        |  |  |                     |                     |                     |                     |  |  |                     |                     |                     |                     |
|  |                          |                                |                          |                          |                          |                            |                        |                        |                        |                        |  |  |                     |                     |                     |                     |  |  |                     |                     |                     |                     |
|  |                          |                                |                          |                          |                          |                            |                        |                        |                        |                        |  |  |                     |                     |                     |                     |  |  |                     |                     |                     |                     |
|  | LFB                      | Flammes Carolo basket          | 99                       | 99                       |                          |                            |                        |                        |                        |                        |  |  |                     |                     |                     |                     |  |  |                     |                     |                     |                     |
|  | LFB                      | Flammes Carolo basket          | 99                       | 99                       | 18 décembre 2018 à 19h00 |                            |                        |                        |                        |                        |  |  |                     |                     |                     |                     |  |  |                     |                     |                     |                     |
|  |                          |                                | LFB                      | Roche Vendée             | 89                       | 89                         |                        |                        |                        |                        |  |  |                     |                     |                     |                     |  |  |                     |                     |                     |                     |
|  | LF2                      | Reims Basket féminin           | LFB                      | Roche Vendée             | 89                       | 89                         | 57                     | 57                     |                        |                        |  |  |                     |                     |                     |                     |  |  |                     |                     |                     |                     |
|  | LF2                      | Reims Basket féminin           |                          |                          |                          |                            |                        | 57                     |                        |                        |  |  |                     |                     |                     |                     |  |  |                     |                     |                     |                     |
|  | LFB                      | Roche Vendée                   | 68                       | 68                       |                          |                            |                        |                        |                        |                        |  |  |                     |                     |                     |                     |  |  |                     |                     |                     |                     |
|  | LFB                      | Roche Vendée                   | 68                       | 68                       |                          |                            |                        |                        |                        |                        |  |  |                     |                     |                     |                     |  |  |                     |                     |                     |                     |
|  |                          |                                |                          |                          |                          |                            |                        |                        |                        |                        |  |  |                     |                     |                     |                     |  |  |                     |                     |                     |                     |

### Finale
| 11 mai 2019 16h30 CEST |                                                                                            | Tango Bourges                       | 67-58                                                                    | Flammes Carolo |  | AccorHotels Arena, Paris 12e Affluence : 12 000 Arbitres : Thomas Bissuel, Bertrand Peyridieu, Laure Coanus | RMC Sport |
| 11 mai 2019 16h30 CEST | Score par quart-temps : 13-12, 12-15, 22-13, 20-18                                         |                                     |                                                                          |                |  | AccorHotels Arena, Paris 12e Affluence : 12 000 Arbitres : Thomas Bissuel, Bertrand Peyridieu, Laure Coanus | RMC Sport |
| 11 mai 2019 16h30 CEST | Score par mi-temps : 25-27, 42-31                                                          |                                     |                                                                          |                |  | AccorHotels Arena, Paris 12e Affluence : 12 000 Arbitres : Thomas Bissuel, Bertrand Peyridieu, Laure Coanus | RMC Sport |
| 11 mai 2019 16h30 CEST | Nayo Raincock-Ekunwe, 16 Katherine Plouffe, 10 Cristina Ouviña, 7 Nayo Raincock-Ekunwe, 21 | Points Rebonds Passes d. Évaluation | Sara Chevaugeon, 24 Ana Filip, 10 Marie-Ève Paget, 5 Sara Chevaugeon, 23 |                |  | AccorHotels Arena, Paris 12e Affluence : 12 000 Arbitres : Thomas Bissuel, Bertrand Peyridieu, Laure Coanus | RMC Sport |

### Vainqueur
| Vainqueur de la Coupe de France 2018-2019 Tango Bourges Basket 11e victoire |

## Bilan par divisions
| Division         | Division                  | Engagés | Engagés | Qualifiés en  | Qualifiés en | Qualifiés en    | Qualifiés en | Qualifiés en | Qualifiés en |
| Division         | Division                  | Engagés | Engagés | 16e de finale | 8e de finale | Quart de finale | Demi-finale  | Finale       | Vainqueur    |
| Ligue féminine   | participant à l'Euroligue | 12      | 3       | exempts       | exempts      | 3               | 2            | 2            | 1            |
| Ligue féminine   | participant à l'Eurocoupe | 12      | 5       | exempts       | 5            | 3               | 2            | -            | -            |
| Ligue féminine   | non-européens             | 12      | 4       | 4             | 1            | 1               | -            | -            | -            |
| Ligue féminine 2 | Ligue féminine 2          | 11      | 11      | 6             | 4            | 1               | -            | -            | -            |
| NF1              | NF1                       | 1       | 1       | -             | -            | -               | -            | -            | -            |
| Total            | Total                     | 24      | 24      | 10            | 10           | 8               | 4            | 2            | 1            |